# Serie C 2021-2022 (calcio femminile)
L'edizione 2021-2022 è la quarta edizione del campionato italiano di Serie C di calcio femminile, terza serie nazionale. Il campionato è iniziato il 10 ottobre 2021 e si è concluso il 5 giugno 2022. Il campionato si è concluso con la promozione in Serie B di Arezzo, Trento CF e Apulia Trani, vincitrici dei tre gironi.

## Stagione

### Novità
Alla quarta edizione del campionato nazionale di Serie C hanno avuto il diritto di chiedere l'iscrizione tutte le 41 squadre che hanno acquisito tale diritto al termine della Serie C 2020-2021, le 4 squadre retrocesse dalla Serie B 2020-2021, tutte le 9 squadre vincitrici i campionati regionali di Eccellenza. Dalla Serie C 2020-2021 sono stati promossi in Serie B il Pro Sesto, il Cortefranca, la Torres e il Palermo; mentre sono state retrocesse in Eccellenza l'Alessandria, il Le Torri e il Ducato Spoleto. Dalla Serie B 2020-2021 sono stati retrocessi l'Orobica, il Vicenza, il Pontedera e il Perugia.
Delle squadre aventi diritto non sono state ammesse per espressa rinuncia alla partecipazione al campionato:
- A.S.V. F.F.C. Pustertal,
- Torino Women A.S.D.,
- Pol. Dil. Cella,
- U.S.D. Campomorone Lady,
- A.S.D. Monreale Calcio.

Tra le aventi diritto, non sono state ammesse per non aver presentato domanda di iscrizione al campionato:
- F.C. Unterland Damen.

Il C.S.R. D. Azalee ha cambiato denominazione in A.S.D. Azalee Solbiatese 1911, a seguito di un accordo di collaborazione con la Solbiatese Calcio 1911. L'A.S.D. Filecchio Fratres ha cambiato denominazione in A.S.D. Lucchese Femminile dopo un accordo di collaborazione con la Lucchese 1905. L'A.S.D. Fiamma Monza 1970 ha rilevato il titolo sportivo dell'A.S.D. Speranza Agrate. L'A.S.D. Calcio Femminile Permac Vittorio Veneto ha ceduto il titolo sportivo al Venezia Football Club. Di conseguenza, l'A.S.D. Venezia F.C. Femminile ha cambiato denominazione in A.S.D. VFC Venezia Calcio. L'A.S.D. S. Egidio Femminile, dopo aver effettuato la scissione delle attività, ha ceduto il titolo sportivo della squadra femminile all'U.S.D. Vis Montorese 1978, che ha poi cambiato denominazione in A.S.D. Vis Mediterranea Soccer. L'A.S.D. Formello Calcio CR ha cambiato denominazione in S.S.D. Rever Roma.
Il 30 settembre 2021 l'A.S.D. Pescara Calcio Femminile ha comunicato la rinuncia alla partecipazione al campionato di Serie C 2021-2022; di conseguenza il Dipartimento Calcio Femminile della LND ha comunicato il ripescaggio in Serie C dell'A.S.D. Grifone Gialloverde a completamento organico.

### Formula
Le 48 squadre partecipanti sono state divise in tre gironi da 16 squadre ciascuno. In ogni girone le squadre si affrontano in un girone all'italiana con partite di andata e ritorno per un totale di 30 giornate. Le squadre prime classificate di ciascun girone, per un totale di tre squadre, sono promosse direttamente in Serie B. Le ultime due classificate di ciascun girone sono retrocesse direttamente nei rispettivi campionati regionali di Eccellenza. Le squadre classificate dall'undicesimo al quattordicesimo posto di ciascun girone disputano i play-out per definire altre due squadre retrocesse per girone; i play-out si giocano in gara unica sul campo della società meglio piazzata al termine della stagione regolare.

### Avvenimenti
Il 22 febbraio 2022 l'A.S.D. Aprilia Racing Femminile è stata esclusa dal campionato dopo la seconda rinuncia, la prima alla 16ª giornata contro l'Apulia Trani e la seconda alla 17ª giornata contro l'Independent. A seguito dell'esclusione, tutti i risultati conquistati nel corso del girone d'andata sono stati annullati. Di conseguenza, per il solo girone C era stato modificato il regolamento, di modo tale che sarebbe retrocessa direttamente in Eccellenza solo la 15ª e ultima classificata, mentre le squadre classificate dall'11º al 14º posto avrebbero disputato i play-out.
Il 13 aprile 2022 il Catania Calcio è stato escluso dal campionato a seguito del fallimento della società e relativa revoca dell'affiliazione FIGC. A seguito dell'esclusione, tutte le partite sino ad allora disputate sono stati annullate. Di conseguenza, per il solo girone C il regolamento è stato modificato in modo tale che le squadre classificate dall'11º al 14º posto disputano i play-out, senza retrocessioni dirette.

## Girone A

### Squadre partecipanti
| Club                                | Città             | Stagione precedente            |
| ----------------------------------- | ----------------- | ------------------------------ |
| S.S.D. Academy Calcio Pavia         | Pavia             | 1º posto in Eccellenza Liguria |
| A.C.F. Arezzo A.S.D.                | Arezzo            | 2º posto in Serie C/C          |
| A.S.D. Azalee Solbiatese 1911       | Gallarate (VA)    | 7º posto in Serie C/A          |
| G.S. C.F. Caprera                   | La Maddalena (SS) | 10º posto in Serie C/A         |
| A.S.D. Fiamma Monza 1970            | Monza             | in Eccellenza Lombardia        |
| Genoa Cricket & F.C.                | Genova            | 3º posto in Serie C/A          |
| A.S.D. Independiente Ivrea          | Ivrea (TO)        | 8º posto in Serie C/A          |
| A.S.D. Lucchese Femminile           | Lucca             | 4º posto in Serie C/C          |
| A.S.D. Orobica Calcio Bergamo       | Bergamo           | 11º posto in Serie B           |
| A.C. Perugia Calcio                 | Perugia           | 14º posto in Serie B           |
| F.C.D. Pinerolo                     | Pinerolo (TO)     | 5º posto in Serie C/A          |
| A.S.D. C.F. Pistoiese 2016          | Pistoia           | 6º posto in Serie C/C          |
| S.S.D. U.S. Città di Pontedera C.F. | Pontedera (PI)    | 13º posto in Serie B           |
| A.S.D. Real Meda C.F.               | Meda (MB)         | 6º posto in Serie C/A          |
| A.S.D. Spezia C.F.                  | La Spezia         | 11º posto in Serie C/A         |
| Ternana Calcio                      | Terni             | 5º posto in Serie C/D          |

### Classifica finale
Classifica e verdetti come da comunicato ufficiale della LND.
|  | Pos. | Squadra             | Pt | G  | V  | N | P  | GF | GS  | DR  |
|  | ---- | ------------------- | -- | -- | -- | - | -- | -- | --- | --- |
|  | 1.   | Arezzo              | 76 | 30 | 23 | 7 | 0  | 71 | 22  | +49 |
|  | 2.   | Genoa               | 61 | 30 | 18 | 7 | 5  | 65 | 27  | +38 |
|  | 3.   | Azalee Solbiatese   | 60 | 30 | 18 | 6 | 6  | 75 | 35  | +40 |
|  | 4.   | Pinerolo            | 60 | 30 | 18 | 6 | 6  | 74 | 40  | +34 |
|  | 5.   | Academy Pavia       | 59 | 30 | 18 | 5 | 7  | 81 | 39  | +42 |
|  | 6.   | Orobica             | 57 | 30 | 17 | 6 | 7  | 74 | 35  | +39 |
|  | 7.   | Independiente Ivrea | 46 | 30 | 13 | 7 | 10 | 52 | 49  | +3  |
|  | 8.   | Spezia              | 42 | 30 | 13 | 3 | 14 | 49 | 48  | +1  |
|  | 9.   | Lucchese            | 41 | 30 | 11 | 8 | 11 | 49 | 45  | +4  |
|  | 10.  | Ternana             | 39 | 30 | 10 | 9 | 11 | 41 | 38  | +3  |
|  | 11.  | Real Meda           | 32 | 30 | 9  | 5 | 16 | 48 | 50  | -2  |
|  | 12.  | Pontedera           | 28 | 30 | 7  | 7 | 16 | 31 | 53  | -22 |
|  | 13.  | Fiamma Monza        | 25 | 30 | 5  | 7 | 18 | 32 | 62  | -30 |
|  | 14.  | Perugia             | 21 | 30 | 5  | 6 | 19 | 29 | 78  | -49 |
|  | 15.  | Pistoiese 2016      | 16 | 30 | 4  | 4 | 22 | 27 | 83  | -56 |
|  | 16.  | Caprera             | 10 | 30 | 3  | 1 | 26 | 17 | 115 | -98 |

Legenda:
      Promossa in Serie B 2022-2023.
  Ammessa ai play-out.
      Retrocessa in Eccellenza 2022-2023.
Note:
Tre punti a vittoria, uno a pareggio, zero a sconfitta.
È promosso anche il Genoa, perché a fine anno rileva il titolo sportivo del Cortefranca, società di Serie B che rinuncia all'iscrizione.

### Risultati
|                     | APa  | Are  | Aza  | Cap  | Fia  | Gen  | Ind  | Luc  | Oro  | Per  | Pin  | Pis  | Pon  | ReM  | Spe  | Ter  |
| ------------------- | ---- | ---- | ---- | ---- | ---- | ---- | ---- | ---- | ---- | ---- | ---- | ---- | ---- | ---- | ---- | ---- |
| Academy Pavia       | –––– | 2-3  | 2-1  | 2-0  | 5-0  | 1-1  | 4-0  | 0-2  | 1-1  | 5-1  | 5-1  | 5-0  | 3-0  | 2-0  | 3-0  | 0-1  |
| Arezzo              | 3-2  | –––– | 2-2  | 5-1  | 1-0  | 2-2  | 3-0  | 1-0  | 3-1  | 3-0  | 0-0  | 4-1  | 4-0  | 2-1  | 2-0  | 2-2  |
| Azalee              | 1-2  | 0-2  | –––– | 10-0 | 6-1  | 2-1  | 3-1  | 1-4  | 0-1  | 1-1  | 1-1  | 2-0  | 2-1  | 1-0  | 3-1  | 1-0  |
| Caprera             | 0-6  | 0-2  | 0-5  | –––– | 0-0  | 0-3  | 0-3  | 0-3  | 0-7  | 1-4  | 0-7  | 0-1  | 2-4  | 1-5  | 0-5  | 0-5  |
| Fiamma Monza        | 1-3  | 1-2  | 1-0  | 5-1  | –––– | 0-2  | 1-1  | 3-1  | 0-2  | 2-2  | 1-2  | 4-2  | 1-1  | 1-2  | 2-1  | 1-1  |
| Genoa               | 2-1  | 0-4  | 1-1  | 5-1  | 0-0  | –––– | 0-0  | 1-0  | 3-0  | 8-0  | 2-3  | 6-1  | 4-0  | 2-1  | 4-1  | 1-1  |
| Independiente Ivrea | 1-5  | 0-0  | 1-3  | 6-0  | 3-1  | 2-1  | –––– | 5-1  | 0-5  | 4-1  | 3-3  | 1-0  | 4-0  | 3-2  | 2-3  | 1-1  |
| Lucchese            | 3-2  | 1-4  | 1-2  | 3-0  | 4-2  | 1-1  | 3-1  | –––– | 0-1  | 2-0  | 2-0  | 0-0  | 1-1  | 1-1  | 3-4  | 1-1  |
| Orobica             | 1-2  | 1-2  | 3-3  | 5-0  | 6-0  | 3-1  | 4-0  | 3-2  | –––– | 6-0  | 1-3  | 5-2  | 2-0  | 2-1  | 2-0  | 0-0  |
| Perugia             | 3-4  | 1-3  | 1-3  | 1-0  | 0-3  | 1-2  | 2-1  | 2-2  | 2-2  | –––– | 0-5  | 0-2  | 1-1  | 0-4  | 0-2  | 1-2  |
| Pinerolo            | 2-2  | 1-4  | 3-5  | 4-1  | 2-0  | 0-2  | 0-0  | 2-1  | 5-1  | 3-0  | –––– | 3-2  | 2-2  | 1-0  | 4-1  | 0-2  |
| Pistoiese 2016      | 1-3  | 0-3  | 1-5  | 0-3  | 0-0  | 0-3  | 1-3  | 3-3  | 1-4  | 0-1  | 1-6  | –––– | 1-2  | 2-0  | 1-2  | 2-2  |
| Pontedera           | 0-4  | 1-2  | 0-4  | 3-0  | 2-1  | 1-2  | 1-1  | 0-0  | 0-2  | 0-1  | 0-2  | 5-0  | –––– | 0-0  | 2-0  | 2-0  |
| Real Meda           | 3-3  | 1-1  | 0-3  | 2-3  | 3-1  | 0-3  | 0-1  | 3-0  | 2-2  | 2-0  | 1-4  | 3-0  | 3-1  | –––– | 1-2  | 6-1  |
| Spezia              | 5-0  | 1-1  | 2-2  | 3-1  | 1-0  | 0-1  | 0-1  | 0-2  | 1-0  | 2-2  | 0-4  | 4-0  | 2-1  | 5-1  | –––– | 1-2  |
| Ternana             | 2-2  | 0-1  | 1-2  | 1-2  | 4-1  | 0-1  | 1-3  | 1-2  | 1-1  | 3-1  | 0-1  | 1-2  | 2-0  | 2-0  | 1-0  | –––– |

### Play-out
|           | Risultati |              | Luogo e data              |
| --------- | --------- | ------------ | ------------------------- |
| Real Meda | 3-0       | Perugia      | Meda, 12 giugno 2022      |
| Pontedera | 3-2       | Fiamma Monza | Pontedera, 12 giugno 2022 |

## Girone B

### Squadre partecipanti
| Club                           | Città                  | Stagione precedente           |
| ------------------------------ | ---------------------- | ----------------------------- |
| A.S.D. Accademia SPAL          | Ferrara                | 10º posto in Serie C/B        |
| A.S.D. Atletico Oristano C.F.  | Oristano               | 9º posto in Serie C/B         |
| Bologna F.C. 1909              | Bologna                | 3º posto in Serie C/C         |
| A.S.D. S.S.V. Brixen OBI       | Bressanone (BZ)        | 3º posto in Serie C/B         |
| U.S. Isera                     | Isera (TN)             | 12º posto in Serie C/B        |
| A.D.P. L.F. Jesina Femminile   | Jesi (AN)              | 5º posto in Serie C/C         |
| A.S.D. Mittici                 | Falzè di Piave (TV)    | 1º posto in Eccellenza Veneto |
| A.S.D. Calcio Padova Femminile | Padova                 | 5º posto in Serie C/B         |
| Portogruaro Calcio A.S.D.      | Portogruaro (VE)       | 11º posto in Serie C/B        |
| A.S.D. Femminile Riccione      | Riccione (RN)          | 9º posto in Serie C/C         |
| A.S.D. Trento Calcio Femminile | Trento                 | 2º posto in Serie C/B         |
| U.S. Triestina Calcio 1918     | Trieste                | 6º posto in Serie C/B         |
| Venezia F.C.                   | Venezia                | -                             |
| A.S.D. VFC Venezia Calcio      | Venezia                | 4º posto in Serie C/B         |
| A.S.D. Vicenza C.F.            | Vicenza                | 12º posto in Serie B          |
| A.S.D. Vis Civitanova          | Civitanova Marche (MC) | 11º posto in Serie C/C        |

### Classifica finale
Classifica e verdetti come da comunicato ufficiale della LND.
|  | Pos. | Squadra                | Pt | G  | V  | N | P  | GF | GS  | DR  |
|  | ---- | ---------------------- | -- | -- | -- | - | -- | -- | --- | --- |
|  | 1.   | Trento CF              | 74 | 30 | 23 | 5 | 2  | 75 | 31  | +44 |
|  | 2.   | Vicenza                | 73 | 30 | 23 | 4 | 3  | 98 | 19  | +79 |
|  | 3.   | Venezia                | 63 | 30 | 20 | 3 | 7  | 85 | 32  | +53 |
|  | 4.   | Riccione               | 61 | 30 | 20 | 1 | 9  | 89 | 47  | +42 |
|  | 5.   | Brixen OBI             | 53 | 30 | 15 | 8 | 7  | 65 | 34  | +31 |
|  | 6.   | VFC Venezia            | 51 | 30 | 14 | 9 | 7  | 46 | 30  | +16 |
|  | 7.   | Triestina              | 47 | 30 | 14 | 5 | 11 | 53 | 51  | +2  |
|  | 8.   | L.F. Jesina            | 46 | 30 | 14 | 4 | 12 | 54 | 49  | +5  |
|  | 9.   | Bologna                | 40 | 30 | 12 | 4 | 14 | 36 | 33  | +3  |
|  | 10.  | Padova                 | 36 | 30 | 11 | 3 | 16 | 49 | 68  | -19 |
|  | 11.  | Portogruaro            | 36 | 30 | 10 | 6 | 14 | 41 | 56  | -15 |
|  | 12.  | Isera                  | 27 | 30 | 7  | 6 | 17 | 34 | 63  | -29 |
|  | 13.  | Vis Civitanova         | 25 | 30 | 7  | 4 | 19 | 29 | 83  | -54 |
|  | 14.  | Mittici                | 23 | 30 | 7  | 2 | 21 | 27 | 75  | -48 |
|  | 15.  | Atletico Oristano (-1) | 20 | 30 | 5  | 6 | 19 | 36 | 68  | -32 |
|  | 16.  | Accademia SPAL         | 7  | 30 | 1  | 4 | 25 | 23 | 102 | -79 |

Legenda:
      Promossa in Serie B 2022-2023.
  Ammessa ai play-out.
      Retrocessa in Eccellenza 2022-2023.
Note:
Tre punti a vittoria, uno a pareggio, zero a sconfitta.
L'Atletico Oristano sconta 1 punto di penalizzazione.

### Risultati
|                   | AcS  | Atl  | Bol  | Bri  | Ise  | Jes  | Mit  | Pad  | Por  | Ric  | Tre  | Tri  | Ven  | VFC  | Vic  | Vis  |
| ----------------- | ---- | ---- | ---- | ---- | ---- | ---- | ---- | ---- | ---- | ---- | ---- | ---- | ---- | ---- | ---- | ---- |
| Accademia SPAL    | –––– | 0-4  | 0-3  | 0-2  | 0-1  | 0-4  | 2-0  | 0-4  | 1-3  | 1-4  | 3-7  | 0-4  | 0-2  | 2-2  | 1-2  | 0-0  |
| Atletico Oristano | 2-2  | –––– | 0-0  | 0-3  | 0-3  | 1-3  | 2-3  | 2-1  | 1-2  | 1-2  | 1-2  | 1-2  | 2-6  | 0-0  | 0-5  | 0-2  |
| Bologna           | 4-0  | 1-0  | –––– | 0-4  | 1-0  | 1-0  | 3-0  | 4-0  | 2-3  | 0-2  | 1-2  | 3-2  | 2-2  | 0-1  | 1-2  | 0-1  |
| Brixen OBI        | 6-0  | 2-2  | 1-1  | –––– | 5-1  | 0-0  | 3-0  | 4-0  | 2-1  | 5-0  | 2-2  | 0-4  | 1-0  | 1-1  | 0-2  | 6-0  |
| Isera             | 9-1  | 2-2  | 0-1  | 2-0  | –––– | 1-2  | 2-1  | 0-1  | 1-1  | 2-1  | 1-3  | 0-1  | 0-6  | 0-2  | 0-5  | 0-2  |
| Jesina            | 3-1  | 4-1  | 0-0  | 0-4  | 5-0  | –––– | 0-2  | 3-1  | 4-1  | 0-4  | 0-2  | 2-3  | 1-0  | 1-3  | 1-1  | 3-0  |
| Mittici           | 2-0  | 2-1  | 0-2  | 0-4  | 1-1  | 2-3  | –––– | 1-4  | 1-1  | 0-4  | 0-1  | 0-1  | 2-5  | 1-3  | 0-6  | 3-1  |
| Padova            | 4-0  | 3-2  | 1-0  | 3-2  | 0-0  | 1-4  | 2-1  | –––– | 4-1  | 1-5  | 1-3  | 2-3  | 1-3  | 1-1  | 0-6  | 2-3  |
| Portogruaro       | 3-3  | 2-3  | 1-0  | 0-0  | 4-0  | 1-2  | 2-1  | 2-1  | –––– | 0-2  | 1-1  | 0-1  | 2-3  | 3-1  | 0-5  | 1-1  |
| Riccione          | 4-2  | 5-1  | 0-3  | 1-2  | 4-3  | 2-1  | 5-0  | 3-1  | 4-0  | –––– | 2-3  | 3-4  | 5-0  | 1-1  | 1-3  | 6-0  |
| Trento            | 4-1  | 3-1  | 0-2  | 4-1  | 2-0  | 2-2  | 4-1  | 3-1  | 1-0  | 4-1  | –––– | 4-0  | 1-0  | 1-3  | 2-1  | 2-0  |
| Triestina         | 4-1  | 0-2  | 1-0  | 0-0  | 2-3  | 3-2  | 0-1  | 3-3  | 1-2  | 2-4  | 1-2  | –––– | 2-6  | 1-1  | 0-3  | 3-1  |
| Venezia           | 6-0  | 2-0  | 1-0  | 2-2  | 5-0  | 5-0  | 5-1  | 1-2  | 3-0  | 3-2  | 1-1  | 2-0  | –––– | 1-0  | 0-1  | 10-0 |
| VFC Venezia       | 2-0  | 2-2  | 4-1  | 1-0  | 3-0  | 2-1  | 4-0  | 1-0  | 1-0  | 1-2  | 1-1  | 0-2  | 0-2  | –––– | 0-0  | 4-2  |
| Vicenza           | 5-1  | 3-0  | 3-0  | 6-0  | 1-1  | 3-0  | 4-0  | 4-0  | 5-2  | 2-3  | 1-2  | 3-3  | 4-0  | 2-1  | –––– | 7-0  |
| Vis Civitanova    | 2-1  | 1-2  | 2-0  | 1-3  | 1-1  | 2-3  | 0-1  | 2-4  | 1-2  | 1-7  | 1-6  | 0-0  | 0-3  | 2-0  | 0-3  | –––– |

### Play-out
|             | Risultati           |                | Luogo e data                |
| ----------- | ------------------- | -------------- | --------------------------- |
| Isera       | 1-1 (dts) (4-5 dtr) | Vis Civitanova | Isera, 12 giugno 2022       |
| Portogruaro | 2-0                 | Mittici        | Portogruaro, 12 giugno 2022 |

## Girone C

### Squadre partecipanti
| Club                              | Città             | Stagione precedente               |
| --------------------------------- | ----------------- | --------------------------------- |
| A.S.D. Aprilia Racing Femminile   | Aprilia (LT)      | 7º posto in Serie C/C             |
| A.S.D. Apulia Trani               | Trani             | 6º posto in Serie C/D             |
| Catania Calcio                    | Catania           | 1º posto in Eccellenza Sicilia    |
| A.S.D. C.F. Chieti                | Chieti            | 2º posto in Serie C/D             |
| A.S.D. E. Coscarello Castrolibero | Castrolibero (CS) | 1º posto in Eccellenza Calabria   |
| F.C. Crotone                      | Crotone           | 11º posto in Serie C/D            |
| A.S.D. Fesca Bari                 | Bari              | 1º posto in Eccellenza Puglia     |
| A.S.D. Grifone Gialloverde        | Roma              | in Eccellenza Lazio               |
| A.S.D. Independent                | Napoli            | 1º posto in Eccellenza Campania   |
| A.S.D. Lecce Women                | Lecce             | 4º posto in Serie C/D             |
| S.S.D. Match Point Matera         | Matera            | 1º posto in Eccellenza Basilicata |
| S.S.D. Res Roma VIII              | Roma              | 3º posto in Serie C/D             |
| S.S.D. Rever Roma                 | Formello (RM)     | 8º posto in Serie C/D             |
| A.S.D. Roma XIV Decimoquarto      | Roma              | 8º posto in Serie C/C             |
| S.S.D. Trastevere Calcio          | Roma              | 1º posto in Eccellenza Lazio      |
| A.S.D. Vis Mediterranea Soccer    | Siano (SA)        | -                                 |

### Classifica finale
Classifica e verdetti come da comunicato ufficiale della LND.
|  | Pos. | Squadra                 | Pt      | G  | V  | N | P  | GF  | GS  | DR   |
|  | ---- | ----------------------- | ------- | -- | -- | - | -- | --- | --- | ---- |
|  | 1.   | Apulia Trani            | 73      | 26 | 24 | 1 | 1  | 115 | 22  | +93  |
|  | 2.   | Chieti                  | 71      | 26 | 23 | 2 | 1  | 91  | 20  | +71  |
|  | 3.   | Trastevere              | 61      | 26 | 19 | 4 | 3  | 70  | 19  | +51  |
|  | 4.   | Res Roma                | 57      | 26 | 18 | 3 | 5  | 108 | 20  | +88  |
|  | 5.   | Crotone                 | 43      | 26 | 14 | 1 | 11 | 38  | 38  | 0    |
|  | 6.   | Match Point Matera      | 39      | 26 | 12 | 3 | 11 | 43  | 64  | -21  |
|  | 7.   | Lecce                   | 36      | 26 | 11 | 3 | 12 | 69  | 53  | +16  |
|  | 8.   | Vis Mediterranea        | 36      | 26 | 11 | 3 | 12 | 46  | 49  | -3   |
|  | 9.   | Independent             | 33      | 26 | 10 | 3 | 13 | 55  | 51  | +4   |
|  | 10.  | Rever Roma              | 30      | 26 | 9  | 3 | 14 | 46  | 55  | -9   |
|  | 11.  | Grifone Gialloverde     | 21      | 26 | 7  | 0 | 19 | 35  | 82  | -47  |
|  | 12.  | Roma XIV                | 17      | 26 | 5  | 2 | 19 | 33  | 82  | -49  |
|  | 13.  | Fesca Bari              | 9       | 26 | 2  | 3 | 21 | 13  | 95  | -82  |
|  | 14.  | Coscarello Castrolibero | 4       | 26 | 1  | 1 | 24 | 17  | 129 | -112 |
|  | ---  | Catania                 | Esclusa | -  | -  | - | -  | -   | -   | -    |
|  | ---  | Aprilia Racing          | Esclusa | -  | -  | - | -  | -   | -   | -    |

Legenda:
      Promossa in Serie B 2022-2023.
  Ammessa ai play-out.
      Retrocessa in Eccellenza 2022-2023.
      Esclusa dal campionato.
Note:
Tre punti a vittoria, uno a pareggio, zero a sconfitta.
Aprilia Racing esclusa dal campionato alla 17ª giornata dopo due rinunce; tutte le partite disputate o da disputare da essa sono state annullate.
L'Aprilia Racing ha scontato 2 punti di penalizzazione.
Catania escluso dal campionato alla 23ª giornata dopo revoca affiliazione FIGC; tutte le partite disputate o da disputare da essa sono state annullate.

### Risultati
|                         | Apr  | ApT  | Cat  | Chi  | Cos  | Cro  | Fes  | Gri  | Ind  | Lec  | Mat  | Res  | Rev  | Rom  | Tra  | Vis  |
| ----------------------- | ---- | ---- | ---- | ---- | ---- | ---- | ---- | ---- | ---- | ---- | ---- | ---- | ---- | ---- | ---- | ---- |
| Aprilia Racing          | –––– | 0-3  | 3-2  | 0-3  | -    | -    | -    | 5-4  | 3-1  | -    | 1-0  | 0-6  | -    | -    | 0-4  | -    |
| Apulia Trani            | 2-1  | –––– | 12-1 | 2-1  | 7-0  | 2-1  | 9-0  | 4-0  | 6-0  | 3-1  | 10-2 | 3-1  | 1-0  | 6-0  | 6-1  | 4-2  |
| Catania                 | -    | 0-4  | –––– | 0-3  | 1-0  | 0-2  | 1-0  | -    | 2-3  | 0-5  | 3-1  | 0-7  | 0-3  | -    | -    | 2-6  |
| Chieti                  | -    | 3-0  | -    | –––– | 2-0  | 7-1  | 10-0 | 4-0  | 3-0  | 5-1  | 3-0  | 3-2  | 2-0  | 2-1  | 2-2  | 6-0  |
| Coscarello Castrolibero | -    | 0-6  | 1-2  | 1-7  | –––– | 0-1  | 2-1  | 2-4  | 1-3  | 0-6  | 0-2  | 0-10 | 2-3  | 2-3  | 0-4  | 1-2  |
| Crotone                 | 1-1  | 0-1  | -    | 1-1  | 3-0  | –––– | 1-0  | 2-0  | 3-2  | 2-3  | 3-0  | 0-5  | 0-3  | 3-1  | 0-1  | 0-1  |
| Fesca Bari              | -    | 0-3  | 1-1  | 0-4  | 0-0  | 0-4  | –––– | 1-0  | 0-3  | 2-4  | 0-5  | 1-1  | 0-0  | 2-3  | 0-5  | 2-1  |
| Grifone Gialloverde     | -    | 2-10 | 4-1  | 3-6  | 1-0  | 0-2  | 2-0  | –––– | 1-3  | 6-2  | 1-2  | 1-2  | 1-3  | 3-1  | 0-2  | 3-1  |
| Independent             | 3-0  | 2-4  | 2-0  | 1-2  | 8-0  | 2-4  | 9-1  | 2-1  | –––– | 1-2  | 1-3  | 1-4  | 2-1  | 3-0  | 0-3  | 0-3  |
| Lecce Women             | 2-2  | 0-6  | 5-0  | 0-2  | 10-0 | 0-2  | 5-0  | 9-0  | 1-1  | –––– | 6-0  | 0-3  | 1-0  | 8-1  | 0-3  | 4-1  |
| Match Point Matera      | -    | 2-5  | -    | 0-4  | 4-3  | 1-0  | 4-1  | 1-0  | 2-2  | 2-1  | –––– | 0-3  | 4-2  | 4-1  | 0-2  | 2-2  |
| Res Women               | -    | 1-2  | 8-0  | 1-2  | 12-1 | 3-0  | 6-0  | 10-0 | 1-0  | 2-2  | 5-0  | –––– | 6-0  | 7-0  | 1-1  | 3-0  |
| Rever Roma              | 2-0  | 0-6  | -    | 2-3  | 5-0  | 0-2  | 6-1  | 5-2  | 0-3  | 6-1  | 0-0  | 0-4  | –––– | 2-3  | 2-1  | 3-3  |
| Roma XIV                | 1-3  | 1-5  | 1-2  | 1-2  | 8-0  | 1-2  | 3-0  | 1-2  | 2-4  | 0-0  | 1-3  | 0-7  | 0-3  | –––– | 1-1  | 0-2  |
| Trastevere              | -    | 1-1  | 14-0 | 0-2  | 8-1  | 4-0  | 2-0  | 4-0  | 2-0  | 4-2  | 3-0  | 2-0  | 5-0  | 4-1  | –––– | 1-0  |
| Vis Mediterranea        | 0-1  | 1-3  | -    | 1-3  | 10-1 | 0-2  | 3-1  | 3-2  | 1-1  | 1-0  | 1-0  | 0-4  | 2-0  | 4-0  | 0-4  | –––– |

### Play-out
|                     | Risultati |                         | Luogo e data         |
| ------------------- | --------- | ----------------------- | -------------------- |
| Grifone Gialloverde | 5-4 (dts) | Coscarello Castrolibero | Roma, 12 giugno 2022 |
| Roma XIV            | 4-0       | Fesca Bari              | Roma, 12 giugno 2022 |